# The Fucking Champs
The Fucking Champs é uma banda oriunda de São Francisco, Califórnia. São conhecido pelo seu apelo indie apesar da sua música ser predominantemente metal instrumental baseada em variação de tempos, harmonias de guitarras e muito ritmo.

## Membros

### Actuais
- Phil Manley
- Tim Green
- Tim Soete

### Anteriores
- Josh Smith
- Adam Cantwell
- Alex Wharton

## Discografia
- Music for Films About Rock (self-released cassette, as Champs)
- Triumph of the Air Elementals (self-released cassette, 1994, as Champs)
- Second 7" 7", (Wantage USA)
- III (1997, as C4AM95)
- IV (2000)
- Double Exposure (with Trans Am as TransChamps)
- V (2002)
- Wantage USA's 21st Release Hits Omnibus 2XCD, (Wantage USA)
- Greatest Hits
- Gold (with Trans Am as The Fucking Am)
- VI (2007)